# Tabaluga und das leuchtende Schweigen
Tabaluga und das leuchtende Schweigen ist ein 1986 erschienenes Konzeptalbum von Peter Maffay. Das Album ist als Musical für Kinder aufgebaut, auf dem sich erzählte Passagen und Lieder abwechseln. Nach Tabaluga oder die Reise zur Vernunft war es das zweite Album der Reihe um den Drachen Tabaluga.
Das Album gehört zu den erfolgreichsten Veröffentlichungen Maffays und stieg nach dem Erscheinen im November 1986 in die deutschen Albencharts ein, wo es drei Wochen auf Rang eins und insgesamt 17 Wochen verblieb.

## Hintergrund
Nach dem Erfolg des Konzeptalbums Tabaluga oder die Reise zur Vernunft entschied sich Peter Maffay für die Erstellung eines Nachfolgers in Form von Tabaluga und das leuchtende Schweigen als zweites Album der Reihe um den Jungdrachen Tabaluga. Neben den Musikern seiner Band, die bereits das erste Tabaluga-Album eingespielt haben, war auch Gregor Rottschalk wieder beteiligt und wirkte auf dem Album als Sprecher mit. Hinzu kommen weitere Musiker sowie Tony Carey als Produzent neben Peter Wagner und Peter Maffay. Das Lied Der fröhliche Geselle wurde zudem von Hans-Jürgen Buchner, dem Sänger und Frontman der Band Haindling, komponiert und eingesungen.
1988 veröffentlichte Chris Thompson, ehemaliger Sänger von Manfred Mann’s Earth Band, gemeinsam mit der Schauspielerin und Sprecherin Hayley Mills eine englische Version des Albums unter dem Titel Tabaluga and the Magic Jadestone., in dieser Version wurden allerdings einige Songs weggelassen.

## Handlung
Der Drache Tabaluga hat seinem Vater Tyrion einen magischen Jadestein aus der Tasche entwendet und wird von ihm beim Spielen mit dem Stein erwischt. Bevor sein Vater ihm eine Moralpredigt halten kann, fragt Tabaluga ihn, was dieses Ding namens „Liebe“ sei. Tyrion antwortet ihm nur ausweichend, wird verdrießlich und will das Thema wechseln, woraufhin Tabaluga sich mittels des Jadesteins an einen anderen Ort wünscht. Am Ende eines Regenbogens trifft Tabaluga auf ein weinendes Mädchen – Halbkind, die Tochter von Sonne und Mond. Der Regenbogen erklärt Tabaluga, dass man nur Liebe empfinden kann, wenn man auch sich selbst liebt. Ansonsten bleibe nur Traurigkeit und Einsamkeit. Als Tabaluga ihn nicht versteht, rät der Regenbogen ihm, mittels des Jadesteins zu erfahren, wie eine Welt ohne Liebe wäre. Tabaluga folgt diesem Rat und gelangt in eine Maschinenwelt, die von Robotern bevölkert wird, die sich für perfekt und allwissend halten; mit der Frage nach der „Liebe“ überfordert er die Roboter jedoch.
Tabaluga reist mit dem Jadestein weiter und gelangt in die Welt der stetig gestaltswandelnden Traumfrau. Als Tabaluga aus seinem Traum erwacht, wird er von Deimon – dem Hass – und der Schlange Bilingua – dem Neid – überrascht; statt sich ihnen zu stellen verschwindet Tabaluga jedoch in die kristallene Eiswelt, wo er auf die Eisprinzessin trifft. Der Chor der verlorenen Seelen, die für immer im Eis gefangen sind, warnt Tabaluga, vor der kaltherzigen Prinzessin zu fliehen.
Als Tabaluga knapp mit dem Leben entkommen die Eiswelt verlassen hat, wird er vom Gevatter begrüßt, der ihm sogleich mitteilt, dass es für Tabaluga Zeit sei, ihn zu begleiten. Es stellt sich jedoch heraus, dass eine Verwechslung vorliegt und er eigentlich den Drachen Tyrion abholen sollte. Sogleich eilen beide getrennt los, Tyrion zu finden.
Tyrion hatte sich derweil auf den Weg gemacht, seinen Sohn zu suchen. Dabei wird er von den von Deimon angestachelten vier Winden, dem Nord-, Ost-, Süd- und Westwind in einen Streit und dann in einen Kampf verwickelt. Tyrion kann die Winde zwar in die Flucht zu schlagen, wird im Kampf jedoch schwer verletzt und schließlich von Deimon mit einem Blitzschlag ins Herz getötet. Er bereut, dass er Tabaluga auf dessen Frage nach der Liebe nicht richtig geantwortet und ihm nicht gesagt hatte, dass er ihn liebt. Als Tabaluga vom Tod seines Vaters erfährt, ist er traurig. Der Tod weist ihn auf eine Sternschnuppe (vermeintlich Tyrion) hin, die kurz darauf zu einem Stern wird.
Als Tabaluga im Morgengrauen über das zuvor karge Land fliegt, ist die Natur zu ganz neuem Leben erwacht. Er trifft wieder auf den Regenbogen und Halbkind, das sich selbst lieben gelernt hat und glücklich ist. Im weißen Licht der zusammenfließenden Farben des Regenbogens erkennt Tabaluga das leuchtende Schweigen. Mit Blick auf all diejenigen, die er bei seiner Reise getroffen hat, versteht er, was die Liebe ist.

## Artwork
Anders als bei Tabaluga oder die Reise zur Vernunft und späteren Tabaluga-Alben stammt die grafische Gestaltung des AlbumsTabaluga und das leuchtende Schweigen nicht vom Vater der Drachenfigur Helme Heine, sondern von der Illustratorin Mela Rosenkind. Das Cover ist weiß gehalten und zeigt neben dem prominenten Schriftzug des Titels den Drachen Tabaluga, der auf dem Planeten Erde steht. Die Erde wird von der Sonne beschienen, im unteren Bereich befindet sich der Mond und ein Nachthimmel. An der Position des Drachens endet ein Regenbogen, dessen anderes Ende auf der Rückseite des Albums in einer Wolke mündet, die von Blitzen umgeben ist. Die verwendeten Fotos stammen von Siggi Niedergesäß.

## Titelliste
1. Ouvertüre: Das Leuchtende Schweigen (1) / Dr. Bellos Frikadellos – 2:06
2. Wo komm ich her, wo geh ich hin? / Jadestein In Meiner Hand (Peter Maffay, Peter Zentner, Gregor Rottschalk, Jean-Jacques Kravetz) – 5:05
3. Halbkind (Peter-Rudolph Heinen, Gregor Rottschalk, Peter Zentner) – 3:28
4. Das leuchtende Schweigen (Jean-Jacques Kravetz, Peter Maffay, Peter Zentner, Gregor Rottschalk) – 3:46
5. Mensch aus Stahl (Johan Daansen, Gregor Rottschalk, Peter Zentner) – 6:06
6. Traumfrau / Bilinguas Lied (Frank Diez, Jean-Jacques Kravetz, Gregor Rottschalk, Peter Zentner) – 5:34
7. Ich bin der Haß (Daimons Lied) / Der Chor Der Verlorenen Seelen (Johan Daansen, Peter Maffay, Gregor Rottschalk, Peter Zentner) – 5:00
8. Sie ist kalt (Frank Diez, Jean-Jacques Kravetz, Gregor Rottschalk, Peter Zentner) – 4:15
9. Der fröhliche Geselle (Hans-Jürgen Buchner, Jean-Jacques Kravetz, Gregor Rottschalk, Peter Zentner) – 3:33
10. Der Weg ist auch das Ziel (Kampf Im Gebirge) (Peter Maffay, Gregor Rottschalk, Peter Zentner) – 7:16
11. Die Töne sind verklungen (Jean-Jacques Kravetz, Peter Maffay, Gregor Rottschalk, Peter Zentner) – 5:14
12. Danke an das Leben (Carl Carlton, Gregor Rottschalk, Peter Zentner) – 5:30
13. Das leuchtende Schweigen (Jean-Jacques Kravetz, Peter Maffay, Gregor Rottschalk, Peter Zentner) – 4:14

## Rezeption

### Chartplatzierungen
Das Album erreichte nach seiner Veröffentlichung in Deutschland Platz 17 der Deutschen Albumcharts und stieg in den folgenden Wochen auf Platz eins, wo es sich drei Wochen halten konnte. Insgesamt verblieb es 17 Wochen in den deutschen Charts und erhielt eine dreifache Goldene Schallplatte für über 750.000 verkaufte Exemplare. In der Schweizer Hitparade stieg das Album auf Rang 24 ein und erreichte Position 13, insgesamt hielt es sich sieben Wochen in den Charts. In der österreichischen Hitparade konnte sich das Album dagegen nicht platzieren.
| ChartsChartplatzierungen | Höchstplatzierung | Wochen |
| ------------------------ | ----------------- | ------ |
| Deutschland (GfK)        | 1 (17 Wo.)        | 17     |
| Schweiz (IFPI)           | 13 (7 Wo.)        | 7      |

| ChartsJahrescharts (1987) | Platzierung |
| ------------------------- | ----------- |
| Deutschland (GfK)         | 44          |

### Auszeichnungen für Musikverkäufe
| Land/Region        | Auszeichnungen für Musikverkäufe (Land/Region, Auszeichnung, Verkäufe) | Verkäufe |
| ------------------ | ---------------------------------------------------------------------- | -------- |
| Deutschland (BVMI) | 3× Gold                                                                | 750.000  |
| Insgesamt          | 1× Gold · 1× Platin ·                                                  | 750.000  |